# Atractocarpus
Atractocarpus is een geslacht uit de sterbladigenfamilie (Rubiaceae). De soorten komen voor in Australië, de Filipijnen en in de Pacific.

## Soorten
- Atractocarpus aragoensis Guillaumin
- Atractocarpus benthamianus (F.Muell.) Puttock
- Atractocarpus bracteatus Schltr. & K.Krause
- Atractocarpus carolinensis (Valeton) Puttock
- Atractocarpus chartaceus (F.Muell.) Puttock
- Atractocarpus crosbyi (Burkill) Puttock
- Atractocarpus cucumicarpus S.Moore
- Atractocarpus decorus (Valeton) Puttock
- Atractocarpus fitzalanii (F.Muell.) Puttock
- Atractocarpus heterophyllus (Montrouz.) Guillaumin & Beavis.
- Atractocarpus hirtus (F.Muell.) Puttock
- Atractocarpus longipes (A.C.Sm.) Puttock
- Atractocarpus longistipitatus Guillaumin
- Atractocarpus macarthurii (F.Muell.) Puttock
- Atractocarpus merikin (F.M.Bailey) Puttock
- Atractocarpus oblongus S.Moore
- Atractocarpus obscurinervius (Merr.) Puttock
- Atractocarpus pentagonioides (Seem.) Puttock
- Atractocarpus platyxylon (Vieill. ex Pancher & Sebert) Guillaumin
- Atractocarpus pterocarpon (Guillaumin) Puttock
- Atractocarpus rotundifolius Guillaumin
- Atractocarpus sessilifolius Guillaumin
- Atractocarpus sessilis (F.Muell.) Puttock
- Atractocarpus simulans Guillaumin
- Atractocarpus stipularis (F.Muell.) Puttock ex P.S.Green
- Atractocarpus tahitiensis (Nadeaud) Puttock
- Atractocarpus tenuiflorus (A.C.Sm.) Puttock
- Atractocarpus vaginatus Guillaumin
- Atractocarpus versteegii (Valeton) Puttock

... · 
Afrocanthium · 
Asperula (Bedstro) · 
Atractocarpus · 
Belonophora · 
Bouvardia · 
Breonadia · 
Byrsophyllum · 
Callipeltis · 
Cephalanthus (Kogelbloem) · 
Chassalia · 
Cinchona · 
Coffea (Koffie) · 
Coprosma · 
Cruciata · 
Deppea · 
Galium (Walstro) · 
Gardenia · 
Genipa · 
Morinda · 
Nertera · 
Pentas · 
Plocama · 
Portlandia · 
Psydrax · 
Richardia · 
Rothmannia · 
Rubia · 
Rutidea · 
Rytigynia · 
Sabicea · 
Sarcocephalus · 
Sericanthe · 
Sherardia · 
Spermacoce · 
Tarenna · 
Tricalysia · 
Uncaria · 
Vangueria · 
Virectaria ·  
Wendlandia · 
...